# Bundesversorgungsgesetz
Das Bundesversorgungsgesetz (BVG) regelte in Deutschland bis Ende 2023 die staatliche Versorgung von Kriegsopfern des Zweiten Weltkrieges. Durch die entsprechende Anwendung der Leistungsvorschriften bei sonstigen Personenschäden war es zur zentralen Vorschrift des sozialen Entschädigungsrechts geworden, das ab dem 1. Januar 2024 im Vierzehnten Buch Sozialgesetzbuch geregelt ist.
Bis zu seiner Aufhebung galt das Gesetz nach § 68 SGB I als ein besonderer Teil des Sozialgesetzbuches.

## Unmittelbarer Anwendungsbereich
Es war anzuwenden bei gesundheitlichen Schäden durch (§ 1)
- militärischen oder militärähnlichen Dienst
- unmittelbare Kriegseinwirkung
- Kriegsgefangenschaft
- Internierung im Ausland oder in den nicht unter deutscher Verwaltung stehenden deutschen Gebieten wegen deutscher Staats- oder Volkszugehörigkeit
- eine mit militärischem oder militärähnlichem Dienst oder mit den allgemeinen Auflösungserscheinungen zusammenhängende Straf- oder Zwangsmaßnahme, wenn sie den Umständen nach als offensichtliches Unrecht anzusehen ist,
- einen Unfall, wenn der Geschädigte auf dem Weg war, um entweder eine Leistung nach dem Gesetz zu erlangen oder auf Anforderung einer Versorgungsbehörde oder eines Gerichts zu erscheinen hatte oder der Unfall bei einer solchen Maßnahme stattfand.

Außerdem gilt das Gesetz für Personen, die bereits Leistungen nach mindestens einem der folgenden Gesetzen erhalten
- Gesetz über den Ersatz der durch den Krieg verursachten Personenschäden (Kriegspersonenschädengesetz) in der Fassung der Bekanntmachung vom 22. Dezember 1927
- Gesetz über den Ersatz der durch die Besetzung deutschen Reichsgebiets verursachten Personenschäden (Besatzungspersonenschädengesetz) in der Fassung der Bekanntmachung vom 12. April 1927 (RGBl. I S. 103)
- Deutsche, die in der Zeit vom 18. Juli 1936 bis 31. März 1939 in Spanien auf republikanischer Seite gekämpft haben (Spanischer Bürgerkrieg) und
- Hinterbliebene der obigen Personen
- Vertriebene, die im Vertreibungsgebiet nach dem Ende des Zweiten Weltkrieges Wehrdienst leisten mussten und dabei beschädigt wurden

Militärischer und militärähnlicher Dienst war folgender Dienst
- Musterung, Eignungsprüfung und Wehrüberwachung durch die Wehrmacht
- Dienst als Soldat oder Wehrmachtbeamter und sonstiger Dienst aufgrund einer Einberufung oder Befehl des Befehlshaber oder freiwilliger Dienst in der Wehrmacht
- Einschiffung auf einem Schiff der Wehrmacht oder einem ihrer Hilfsschiffe
- Dienst der Reichsbahnbediensteten und der Beamten der Zivilverwaltung, deren Dienst in der Wehrmacht angeordnet wurde
- Dienst der Militärverwaltungsbeamten
- Dienst der männlichen und weiblichen Wehrmachthelfer
- Dienst bei der Freiwilligen Krankenpflege im Krieg,
- Dienst bei der Pferdebeschaffungskommission der Wehrbezirkskommandos,
- Dienst der Jungschützen, Jungmatrosen und Unteroffizierschüler der Luftwaffe,
- Reichsarbeitsdienst,
- Dienst aufgrund der Dritten Verordnung zur Sicherstellung des Kräftebedarfs für Aufgaben von besonderer staatspolitischer Bedeutung (Notdienstverordnung)
- Dienst in Wehrertüchtigungslagern,
- Dienst in der Organisation Todt für Zwecke der Wehrmacht
- Dienst im Baustab Speer/Osteinsatz für Zwecke der Wehrmacht
- Dienst im Luftschutz auf Grund der Ersten Durchführungsverordnung zum Luftschutzgesetz
- Dienst im Deutschen Volkssturm
- Dienst in der Feldgendarmerie
- Dienst in den Heimatflakbatterien

Das Bundesversorgungsgesetz wurde mehrmals geändert, u. a. regelmäßig zur Fortschreibung der im Gesetz bestimmten Leistungsbeträge. Die letzte größere Änderung erfolgte durch 14 und 15 des Bundesteilhabegesetzes.
Das Bundesversorgungsgesetz fand in dem in Art. 3 Einigungsvertrag genannten Gebiet (Beitrittsgebiet) vom 1. Januar 1991 an Anwendung.

## Entsprechende Anwendung
Auf die Bestimmungen des Bundesversorgungsgesetzes verwiesen unter anderem folgende Gesetze:
- Soldatenversorgungsgesetz (für Soldaten der Bundeswehr)
- Zivildienstgesetz (für Zivildienstleistende)
- Opferentschädigungsgesetz (für Opfer von Straftaten)
- Häftlingshilfegesetz (für vormalige politische Häftlinge in der SBZ, in der DDR und in weiteren osteuropäischen Gebieten)
- Strafrechtliches Rehabilitierungsgesetz (für Opfer rechtsstaatswidriger Gerichtsentscheidungen in der DDR)
- Verwaltungsrechtliches Rehabilitierungsgesetz (für Opfer rechtsstaatswidriger Verwaltungsentscheidungen in der DDR)
- Infektionsschutzgesetz (für Impfschäden)
- Unterstützungsabschlussgesetz (für die Bemessung des Grads der Schädigungsfolgen infolge bestimmter medizinischer Betreuungsmaßnahmen in der DDR)

Menschen, die im Sinne dieser Gesetze eine Gesundheitsschädigung erlitten haben, erhalten dieselbe Versorgung wie Kriegsopfer.

## Anspruchsvoraussetzungen und -umfang
Wer durch eine militärische oder militärähnliche Dienstverrichtung oder durch einen Unfall während der Ausübung des militärischen oder militärähnlichen Dienstes oder durch die diesem Dienst eigentümlichen Verhältnisse eine gesundheitliche Schädigung erlitten hat, erhält wegen der gesundheitlichen und wirtschaftlichen Folgen der Schädigung auf Antrag eine Versorgung. Die Versorgung umfasst gem. § 9 BVG Heilbehandlung, Versehrtenleibesübungen und Krankenbehandlung, Leistungen der Kriegsopferfürsorge, Beschädigtenrente und Pflegezulage, bei Tod des Beschädigten auch Bestattungs- und Sterbegeld sowie Hinterbliebenenrente, außerdem Bestattungsgeld beim Tod von versorgungsberechtigten Hinterbliebenen.
Bewilligte Leistungen wie die „Grundrente“ werden z. B. bei der Grundsicherung im Alter und bei Erwerbsminderung nicht angerechnet.

### Entschädigung für NS-Täter und ihre Hinterbliebenen
Nach dem Regierungsentwurf eines Bundesversorgungsgesetzes im Jahr 1950 sollte klargestellt werden, dass Geldleistungen auch nach diesem Gesetz ausgeschlossen seien, wenn bereits ein Anspruch auf Zahlung von Versorgungsbezügen „wegen politischer Belastung“ nicht bestand. Der Bundesrat schlug einen zweiten Absatz vor, nach dem Ausländer, die freiwillig in der deutschen Wehrmacht Dienst geleistet hatten, Leistungen nur in Härtefällen erhalten sollten. Angehörige ausländischer Freiwilligenverbände, deren Tätigkeit zumeist in der Bewachung von KZ-Lagern u. ä. bestanden habe, seien nicht würdig. Die Bundesregierung wollte Ausländer grundsätzlich Deutschen gleichgestellt sehen, hatte aber keine Bedenken gegen Einschränkungen auch für jene. Sie wies zugleich darauf hin, dass es dazu einer ergänzenden Vorschrift im Gesetz bedürfe, weil Ausländer „noch nicht“ unter die Entnazifizierungsbestimmungen fielen (und damit in entsprechenden Verfahren den Anspruch auf Zahlung von Versorgungsbezügen wegen politischer Belastung nicht verlieren konnten). Der federführende Ausschuss strich die Vorschrift mit der Formulierung „wegen politischer Belastung“, wie der Berichterstatter im Plenum ohne weiteres vortrug. Auch gestrichen wurde in der anspruchsbegründenden Definition des militärischen Dienstes die Erwähnung des Dienstes in der Waffen-SS, um der Organisation kein „namentliches Erinnerungsdenkmal“ zu setzen. Damit war aber kein Ausschluss beabsichtigt, wie ausdrücklich klargestellt wurde. In der Schlussabstimmung wurde der Entwurf einstimmig bei vier Enthaltungen angenommen.
Dementsprechend konnte Lina Heydrich, die Witwe des SS-Obergruppenführers Reinhard Heydrich, im Jahr 1958 letztinstanzlich Leistungen der Kriegsopferversorgung erstreiten, was zwar in einer Bundestagsdebatte problematisiert wurde, aber keine Initiativen zu einer Gesetzesänderung auslöste. Dabei verblieb es auch, als im Jahr 1985 Leistungen an Roland Freisler Witwe Marion bekannt wurden, deren Umfang später im Verwaltungsverfahren zu beschränken war.
Im Jahr 1993 kam es zu einer heftigen politischen Debatte über das Bundesversorgungsgesetz. Hintergrund war ein im Jahr 1993 ausgestrahlter Fernsehbeitrag, wonach 128 lettische Legionäre der Waffen-SS Leistungen nach dem Bundesversorgungsgesetz erhielten, darunter auch Teilnehmer von Massenerschießungen an lettischen Juden im Jahr 1941, während die Opfer leer ausgingen. Dies war der rechtlichen Konstellation geschuldet, wonach Leistungen nach dem Bundesentschädigungsgesetz einen gewöhnlichen Aufenthalt in Deutschland voraussetzen, während das Bundesversorgungsgesetz lediglich an den geleisteten Dienst in der Wehrmacht anknüpft, sodass Leistungen auch an Berechtigte im Ausland erbracht werden können. Die Fraktion der Grünen stellte daraufhin einen Antrag im Bundestag, Leistungen an Mitglieder der Waffen-SS sofort einzustellen. Bis zur Änderung des Gesetzes sorgte der Versorgungsantrag des ehemaligen SS-Mitgliedes Heinz Barth für weiteres Aufsehen. Nach einer langen politischen Debatte, in der es u. a. auch um die Gewährleistung von Vertrauensschutz für bisherige Bezieher ging, änderte der Gesetzgeber mit Wirkung zum 21. Januar 1998 das Bundesversorgungsgesetz dahingehend, dass Berechtigten, die während der Herrschaft des Nationalsozialismus gegen die Grundsätze der Menschlichkeit oder Rechtsstaatlichkeit verstoßen haben, insbesondere bei einer freiwilligen Mitgliedschaft in der SS, Leistungen bei Antragstellung nach dem 13. November 1997 zu versagen bzw. bei früherer Antragstellung mit Wirkung für die Zukunft zu entziehen sind (§ 1a BVG).
Die ab 1999 vorgenommene Überprüfung der BVG-Empfänger führte bei fast einer Million damaliger Empfänger nur in 99 Fällen zum Leistungsentzug.
Das belgische Parlament hat am 14. März 2019 eine Resolution verabschiedet, die den Stopp finanzieller Leistungen Deutschlands an die 17 noch lebenden ehemaligen freiwilligen Angehörigen der Waffen-SS bzw. der Wehrmacht in Belgien fordert.
Im Dezember 2020 bezogen noch 43.558 Personen mit Wohnsitz in Deutschland und 1.390 Personen mit Wohnsitz im Ausland Leistungen nach dem Bundesversorgungsgesetz. Die Bundesregierung hat keine Erkenntnisse über weitere Entziehungen über die 99 bekannten Fälle hinaus.
Rechtspolitisch umstritten ist, inwiefern ein pauschaler Leistungsausschluss für alle SS-Freiwilligen rechtlich möglich wäre.

## Zuständigkeit
Die Versorgung nach dem Bundesversorgungsgesetz und den Nebengesetzen ist durch den Gesetzgeber den Dienststellen der Kriegsopferversorgung übertragen worden. Dienststellen der Kriegsopferversorgung sind die Landesversorgungsämter, Versorgungsämter, Orthopädische Versorgungsstellen und Versorgungskuranstalten. In Bayern sind die Versorgungsämter in die Regionalstellen des Zentrum Bayern Familie und Soziales (ZBFS) und das Landesversorgungsamt in die Zentrale des ZBFS eingegliedert. In Nordrhein-Westfalen wurden die Versorgungsämter zum 1. Januar 2008 aufgelöst und die Aufgaben auf die Landschaftsverbände Rheinland bzw. Westfalen-Lippe übertragen.
Die örtliche Zuständigkeit der Verwaltungsbehörden bei Ausführung des Bundesversorgungsgesetzes für Personen, die ihren Wohnsitz oder gewöhnlichen Aufenthalt außerhalb des Geltungsbereichs des Grundgesetzes haben, regelt die Auslandszuständigkeitsverordnung.

## Aufbau des BVG
- Anspruch auf Versorgung (§§ 1 bis 8b)
- Umfang der Versorgung (§ 9)
- Heilbehandlung, Versehrtenleibesübungen und Krankenbehandlung (§§ 10 bis 24a)
- Kriegsopferfürsorge (§§ 25 bis 28)
- Beschädigtenrente (§§ 29 bis 34)
- Pflegezulage (§ 35)
- Bestattungsgeld (§ 36)
- Sterbegeld (§ 37)
- Hinterbliebenenrente (Witwen- bzw. Waisenrente) (§§ 38 bis 52)
- Bestattungsgeld beim Tod von Hinterbliebenen (§§ 53 bis 53a)
- Zusammentreffen von Ansprüchen (§§ 54 bis 55)
- Anpassung der Versorgungsbezüge (§§ 56 bis 59)
- Beginn, Änderung und Aufhören der Versorgung (§§ 60 bis 63)
- Besondere Vorschriften für Berechtigte außerhalb des Geltungsbereichs dieses Gesetzes (§§ 64 bis 64f)
- Ruhen des Anspruchs auf Versorgung (§ 65)
- Zahlung (§§ 66 bis 70a)
- Versorgung bei Unterbringung (§§ 71 bis 71a)
- Übertragung kraft Gesetzes (§ 71b)
- Kapitalabfindung (§§ 72 bis 80)
- Schadenersatz, Erstattung (§§ 81 bis 81c)
- Ausdehnung des Personenkreises (§ 82)
- Ausschluss der Anrechnung von Versorgungsbezügen auf das Arbeitsentgelt (§ 83)
- Übergangsvorschriften (§§ 84 bis 88)
- Härteausgleich (§ 89)
- Schlussvorschriften (§§ 90 bis 92)